# Thomas Cup 1964 - Zona Americana
En la Thomas Cup de 1964, participaron 26 equipos nacionales, divididos en 4 zonas (Asia, Australasia, Europa y América). Los ganadores de cada una de las cuatro zonas después jugarían entre sí, para disputarse el derecho a retar a Indonesia, el actual campeón.
En cuanto a la zona Americana, en las previas Thomas Cup, la eliminatoria se había limitado a un enfrentamiento entre Canadá y los Estados Unidos, mismo que siempre había sido ganado por este último. Esta vez, dos nuevos equipos nacionales hicieron su debut: México y Jamaica. Además, Japón estuvo incluido para competir en la zona. Para una descripción más general sobre la Thomas Cup, se puede leer el artículo de Wikipedia sobre la Thomas Cup.

## Primera Ronda.
En la primera ronda, tres equipos descansaron: los Estados Unidos, Canadá y Jamaica.
De esta forma, los equipos nacionales de México y Japón se enfrentaron el 22 y 23 de febrero de 1964, en la Ciudad de México. Los mexicanos estaban optimistas a pesar de ser ésta su primera participación y contar con un equipo joven, pues, sus jugadores de bádminton contaban ya con alguna experiencia internacional, donde habían demostrado un nivel competitivo. Por su parte, Japón conjuntó un equipo fuerte, con algunos jugadores que ya habían participado previamente en la Thomas Cup. Como curiosidad, los mejores jugadores de ambos equipos, Yoshio Komiya y Antonio Rangel no eran los campeones nacionales de singles al momento de la competición.
Japón prácticamente tomó el control de las acciones desde el principio y hasta el final, ganando los 9 partidos. México solamente pudo ganar 3 sets; 2 de ellos por Antonio Rangel y uno más por Oscar Luján. De esta manera, la superioridad y experiencia de Japón en esta clase de torneos quedaba más que patente y dejaba un claro precedente de cómo se desarrollaría el resto de la contienda en la zona Americana.
| Japón                             | México                           | Set 1 | Set 2 | Set 3 |
| Yoshio Komiya                     | Sergio Fraustro                  | 15-2  | 15-11 |       |
| Yoshio Komiya                     | Antonio Rangel                   | 13-15 | 15-12 | 15-11 |
| Takeshi Miyanaga                  | Antonio Rangel                   | 18-13 | 11-15 | 15-7  |
| Takeshi Miyanaga                  | Raúl Rangel                      | 15-4  | 15-6  |       |
| Eichi Nagai                       | Oscar Luján                      | 15-3  | 13-18 | 15-8  |
| Eichi Nagai - Eichi Sakai         | Guillermo Allier - Oscar Luján   | 15-4  | 15-2  |       |
| Eichi Nagai - Eichi Sakai         | Antonio Rangel - Manuel Ordorica | 15-1  | 15-3  |       |
| Yoshio Komiya - Yoshinori Itagaki | Antonio Rangel - Raúl Rangel     | 15-1  | 15-3  |       |
| Yoshio Komiya - Yoshinori Itagaki | Guillermo Allier - Oscar Luján   | 15-4  | 15-4  |       |

## Segunda Ronda.
Para la segunda ronda, Japón y Canadá jugaron entre sí por el derecho a la final de la zona Americana, mientras que los Estados Unidos enfrentó al otro equipo debutante: Jamaica.
Japón había llegado a esta ronda invicto, tras derrotar a México, mientras que para Canadá era su oportunidad de llegar por primera vez a la Ronda de Inter-zonas de la Thomas Cup. Los partidos se llevaron a cabo el 6 y 7 de marzo de 1964, en Vancouver, Canadá. Al igual que con México, Japón impuso su clase sobre Canadá desde el principio de la serie, ganando la misma 8-1. La figura canadiense fue Wayne Macdonell quién ganó su partido contra Yoshio Komiya y llevó a 3 sets su partido contra Takeshi Miyanaga. Después de su clara victoria sobre Canadá, no quedó ninguna duda, si es que había existido alguna, que el equipo a vencer sería Japón.
| Japón                             | Canadá                          | Set 1 | Set 2 | Set 3 |
| Yoshio Komiya                     | Wayne Macdonell                 | 12-15 | 15-11 | 15-18 |
| Yoshio Komiya                     | Bruce Rollick                   | 15-3  | 15-3  |       |
| Takeshi Miyanaga                  | Bruce Rollick                   | 12-15 | 15-11 | 15-8  |
| Takeshi Miyanaga                  | Wayne Macdonell                 | 15-10 | 11-15 | 18-15 |
| Eichi Nagai                       | Bert Fergus                     | 15-5  | 15-2  |       |
| Eichi Nagai - Eichi Sakai         | Wayne Macdonell - Bert Fergus   | 15-5  | 15-2  |       |
| Eichi Nagai - Eichi Sakai         | Rolf Paterson - Edward Paterson | 15-12 | 15-12 |       |
| Yoshio Komiya - Yoshinori Itagaki | Wayne Macdonell - Bert Fergus   | 15-1  | 15-6  |       |
| Yoshio Komiya - Yoshinori Itagaki | Rolf Paterson - Edward Paterson | 11-15 | 15-5  | 15-3  |

En el otro partido, el actual ganador de la zona Americana, los Estados Unidos, enfrentó al otro equipo debutante: Jamaica. Los partidos se efectuaron en Kingston, Jamaica, los días 7 y 8 de febrero de 1964. Los Estados Unidos alinearon a muchas caras familiares, tales como: Joseph Cameron Alston, Don Paup, Michael Hartgrove y Manny Armendariz, todos ellos jugadores con experiencia previa en la Thomas Cup. Muy similar al caso de México, a pesar de que Jamaica participaba por primera vez en la Thomas Cup, algunos de sus jugadores ya habían mostrado que podían jugar a un nivel competitivo. No obstante, la superioridad de los Estados Unidos fue incuestionable y Jamaica fue derrotada 9-0; de hecho, Jamaica se fue en blanco y ni siquiera pudo ganar un solo set.
| Estados Unidos                | Jamaica                 | Set 1 | Set 2 | Set 3 |
| Don Paup                      | KL Palmer               | 15-1  | 15-4  |       |
| Don Paup                      | E Hew                   | 15-11 | 15-4  |       |
| Manny Armendariz              | E Hew                   | 15-1  | 15-1  |       |
| Manny Armendariz              | KL Palmer               | 15-3  | 15-0  |       |
| R Gorman                      | RD Roberts              | 15-12 | 15-7  |       |
| Jimmy Lynch - Don Paup        | KL Palmer - N Casserley | 15-9  | 15-4  |       |
| Jimmy Lynch - Don Paup        | BJ Clear - E Hew        | 15-9  | 15-5  |       |
| JC Alston - Michael Hartgrove | BJ Clear - E Hew        | 15-2  | 15-5  |       |
| JC Alston - Michael Hartgrove | KL Palmer - N Casserley | 15-2  | 15-1  |       |

## Ronda final.
El duelo esperado entre Japón y los Estados Unidos se dio el 13 y 14 de marzo de 1964, en Victoria, B.C. Los Estados Unidos siempre habían ganado la zona Americana y, por lo tanto, el derecho a representarla en la Ronda de Inter-zonas. Por su parte, para Japón era la perfecta oportunidad para aspirar a algo en este torneo, pues, sería el país anfitrión de las subsecuentes rondas finales de esta competición. La expectación era grande, pues, ambos equipos habían eliminado a sus rivales con relativa facilidad. Japón repitió su misma formación y alineó a sus mismos jugadores, mientras que los Estados Unidos fortaleció su escuadra al incluir a Jim Poole y a T. Wynn Rogers, este último un badmintonista especialista en dobles y la eterna pareja de JC Alston.
Para poca fortuna de los americanos, ni siquiera los ajustes del equipo de los Estados Unidos fueron suficientes para derrotar al aguerrido Japón; el equipo nipón se impuso 7-2 sobre los Estados Unidos. Los dos únicos encuentros donde los Estados Unidos vencieron, fueron gracias a Jim Poole quien extraordinariamente derrotó a sus dos oponentes en solamente dos sets.
| Japón                             | Estados Unidos               | Set 1 | Set 2 | Set 3 |
| Yoshio Komiya                     | Jim Poole                    | 11-15 | 13-18 |       |
| Yoshio Komiya                     | Manny Armendariz             | 15-5  | 15-4  |       |
| Takeshi Miyanaga                  | Manny Armendariz             | 15-2  | 15-2  |       |
| Takeshi Miyanaga                  | Jim Poole                    | 5-15  | 5-15  |       |
| Eichi Nagai                       | Don Paup                     | 15-1  | 18-14 |       |
| Eichi Nagai - Eichi Sakai         | Michael Hartgrove - Don Paup | 15-13 | 8-15  | 15-9  |
| Eichi Nagai - Eichi Sakai         | JC Alston - TW Rogers        | 8-15  | 15-12 | 18-16 |
| Yoshio Komiya - Yoshinori Itagaki | JC Alston - TW Rogers        | 15-7  | 15-7  |       |
| Yoshio Komiya - Yoshinori Itagaki | Michael Hartgrove - Don Paup | 15-7  | 10-15 | 15-9  |

## Conclusiones
Japón - fue el mejor equipo de la competición; su victoria dejó en claro la superioridad de los equipos asiáticos sobre la zona Americana. En la Ronda de Inter-zonas, Japón recibió a Tailandia, quien ganó la confrontación 6-3 al equipo local. Tailandia por su parte, fue derrotada en la siguiente ronda 6-3, por el mítico equipo danés liderado por sus figuras Erland Kops y Finn Kobbero. Sin embargo, Dinamarca no pudo vencer al campeón defensor, Indonesia, en la Ronda de Reto, en circunstancias bastante cuestionables y antideportivas.
Los Estados Unidos - Perdió por primera vez el derecho a representar a la zona Americana en la Thomas Cup. No obstante, varios de los jugadores del equipo estadounidense, más tarde ingresarían al Salón de la Fama de los Estados Unidos, ahora conocido como el Paseo de la Fama de los Estados Unidos (JC Alston, Jim Poole, Don Paup y TW Rogers).
Canadá - A pesar de perder otra vez, el equipo canadiense mostró mayor competitividad que en previas ocasiones y varios de los jugadores de este equipo sirvieron de base para integrar los equipos canadienses que competirían en las siguientes ediciones de la Thomas Cup.
México - A pesar de que no fue el mejor de los resultados, México debutó en la Thomas Cup y ganó sus primeros tres sets en la historia de este torneo, dos por parte de Antonio Rangel y uno más por Oscar Luján.
Jamaica - 1964 fue su primera aparición en la Thomas Cup.